# Isonychia intermedia
Isonychia intermedia är en dagsländeart som först beskrevs av Eaton 1885.  Isonychia intermedia ingår i släktet Isonychia och familjen Isonychiidae. Inga underarter finns listade i Catalogue of Life.